# Mezzomonreale-Villatasca
Mezzomonreale-Villatasca è il quattordicesimo quartiere di Palermo; è compreso nella IV Circoscrizione.

## Geografia fisica
Il quartiere, sorto nell'area sud-occidentale di Palermo, unisce la città e il comune di Monreale formando di fatto un unico agglomerato urbano. Confina:
- a nord con i quartieri Boccadifalco e Altarello;
- ad ovest con il comune di Monreale;
- a sud con il quartiere Villagrazia-Falsomiele;
- ad est con i quartieri Cuba-Calatafimi e Montegrappa-Santa Rosalia.

## Storia
La località di Mezzomonreale nasce grazie al tracciamento dell'attuale corso Calatafimi, compiuto alla fine del XVI secolo tra la Porta Nuova di Palermo e la cittadina normanna di Monreale. Si sviluppa nel tratto finale di tale strada, in una zona rimasta poco edificata rispetto a quello iniziale che è stato invece sfruttato dalle istituzioni religiose e militari durante il XVIII secolo. Il corso, inizialmente chiamato "lo stradone di Mezzo Monreale", è stato intitolato in memoria della battaglia di Calatafimi dopo l'annessione della Sicilia al Regno d'Italia, nel 1861. 
Con l'espansione di Palermo nella seconda metà del Novecento, attuata in modo incontrollato a causa della collusione tra la giunta comunale di Salvo Lima e le imprese edili vicine alle cosche mafiose, l'area del quartiere e le zone di campagna limitrofe vennero interessate dall'intensiva costruzione di nuovi palazzi, che portò alla nascita delle zone residenziali di Villa Tasca - nelle vicinanze dell'omonima proprietà nobiliare d'impianto cinquecentesco - e di via Gaetano La Loggia. 

## Monumenti e luoghi d'interesse

### Architetture religiose

#### Chiese parrocchiali
- Maria Santissima Mediatrice, in viale Maria Santissima Mediatrice;
- San Basilio, in via Cesare Terranova;
- San Carlo Borromeo, in via Altofonte;
- Sant'Oliva V.M., in corso Calatafimi;
- Santissimo Crocifisso, in via Pietratagliata.

### Architetture civili

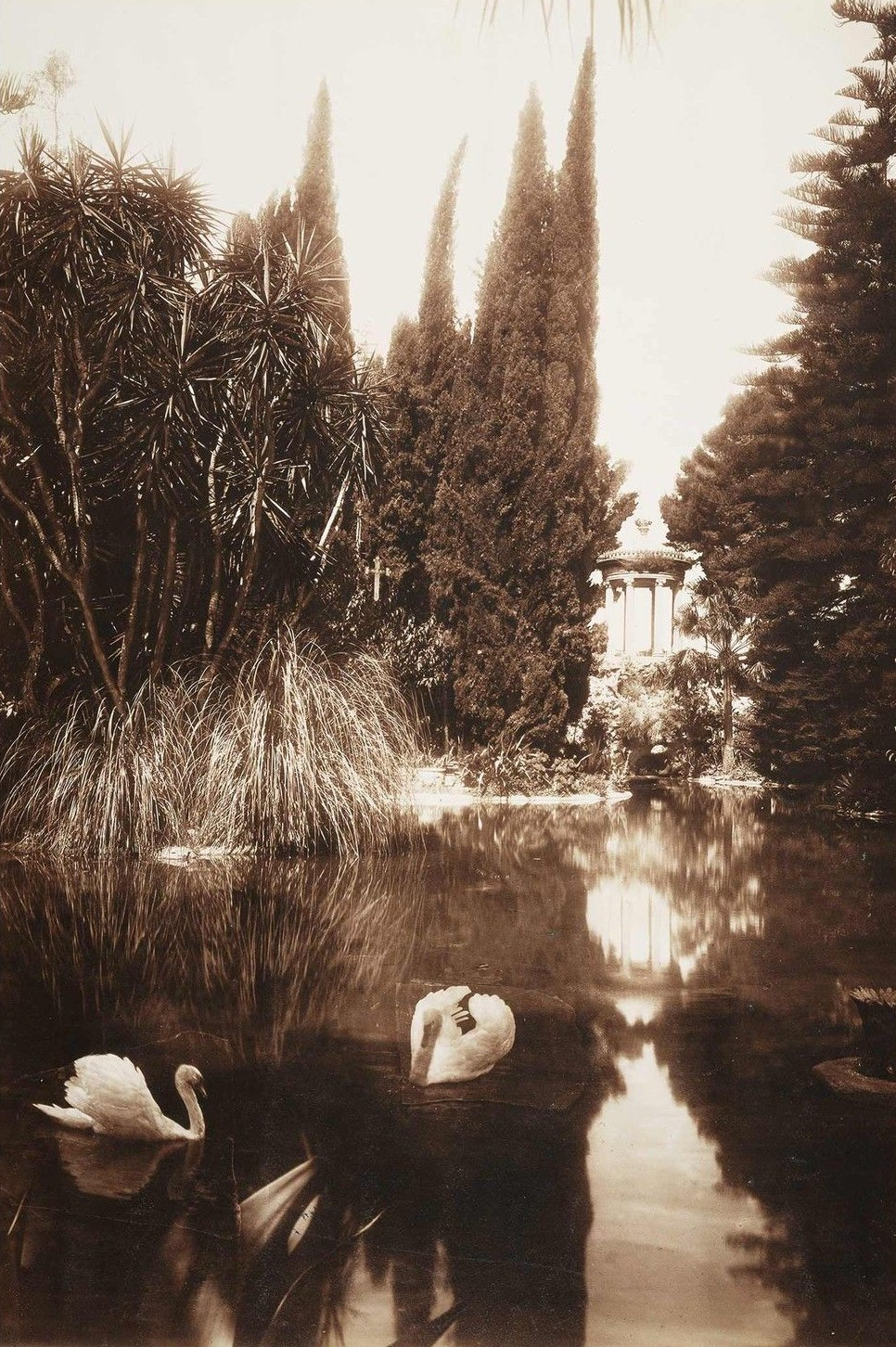
Il lago dei cigni nel giardino di Villa Tasca

All'interno del quartiere è situata Villa Tasca, residenza nata nel Cinquecento ai margini del centro storico di Palermo, in un luogo ricco di sorgenti e poco distante dalla strada che conduce verso Monreale. La dimora venne commissionata da Louiso di Bologna, barone di Montefalco, per essere modificata nel corso del tempo dai vari eredi che si sono succeduti (Camastra, Silvera, Branciforte) fino a raggiungere, nel Settecento, l'aspetto con cui si presenta in epoca attuale. È circondata da un parco di 8 ettari, ricco di agrumeti e alberi secolari, che nell'Ottocento è stato sviluppato dagli eredi di Pietro Lanza di Trabia seguendo i criteri del giardino romantico. 
Alla villa sono collegati personaggi illustri quali Richard Wagner, innamoratosi del luogo a tal punto da trattenersi per un lungo periodo di tempo, componendo qui, nel 1881, il terzo atto del Parsifal; e Johann Wolfgang von Goethe. 

## Infrastrutture e trasporti

### Mobilità urbana
Il quartiere è servito dalle linee autobus AMAT 100, 304, 307, 309, 327, 380, 389 e dalla linea notturna N4. Inoltre in via Giuseppe Pollaci è presente la fermata del tram linea 4, che collega corso Calatafimi alla stazione di Palermo Notabartolo.